# Pierre-Lambert Goossens

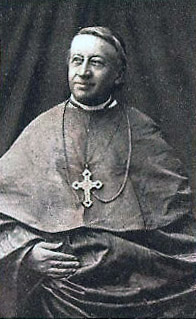
Pierre-Lambert Kardinal Goossens (um 1900)

Kardinalswappen

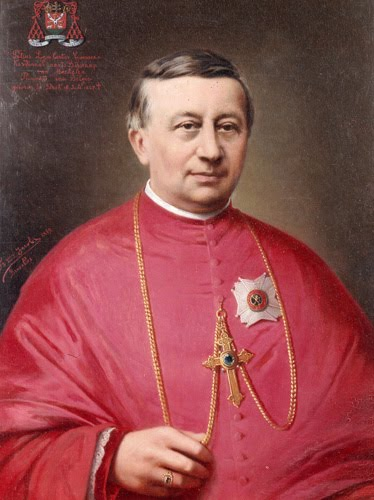
Pierre-Lambert Kardinal Goossens (um 1890)

Pierre-Lambert Kardinal Goossens (* 18. Juli 1827 in Steenokkerzeel; † 25. Januar 1906 in Mecheln) war ein belgischer Kardinal der Römisch-katholischen Kirche und Erzbischof von Mecheln.

## Leben
Pierre-Lambert Goossens, der einer gut bürgerlichen Familie entstammte, studierte Philosophie und Theologie am Seminar in Mecheln, und empfing am 21. Dezember 1850 – ebenfalls in Mecheln – das Sakrament der Priesterweihe. Unmittelbar danach wurde Goossens Professor am Breuel-Kolleg, einem Priesterseminar.
Nach fünf Jahren Lehrtätigkeit wurde Goossens 1856 Kaplan der Gemeinde von Mechelen; gleichzeitig wurde er Sekretär des Erzbischofs Engelbert Sterckx. Am 17. April 1878 folgte Goossens Ernennung zum Generalvikar durch Kardinal Victor-Augustin-Isidore Dechamps. Papst Leo XIII. verlieh ihm am 20. August 1880 den Titel eines Päpstlichen Hausprälaten.
Am 1. Juni 1883 wurde Goossens zum Titularbischof von Abdera und zum Koadjutorbischof von Namur ernannt. Die Bischofsweihe fand am 24. Juni 1883 statt, vorgenommen durch Jean-Joseph Faict, Bischof von Brügge. Mitkonsekratoren waren der Bischof von Lüttich, Victor-Joseph Doutreloux, und Weihbischof Victor-Jean-Joseph-Marie van den Branden de Reeth aus Mecheln. Mit dem Tod Théodore-Joseph Gravez’ am 16. Juli 1883, folgte er diesem nur wenige Wochen später als Bischof von Namur nach. Weitere acht Monate später, am 24. März 1884, folgte Goossens’ Ernennung zum Erzbischof von Mecheln.
Leo XIII. nahm ihn im Konsistorium vom 24. Mai 1889 als Kardinalpriester mit der Titelkirche SantaCroce in Gerusalemme in das Kardinalskollegium auf.
Goossens war Teilnehmer des Konklaves von 1903, in dem Giuseppe Melchiorre Sarto als Papst Pius X. gewählt wurde.
Kardinal Goossens’ letzte Ruhestätte findet sich in der Krypta der Kathedrale von Mecheln.